# Kínai császár

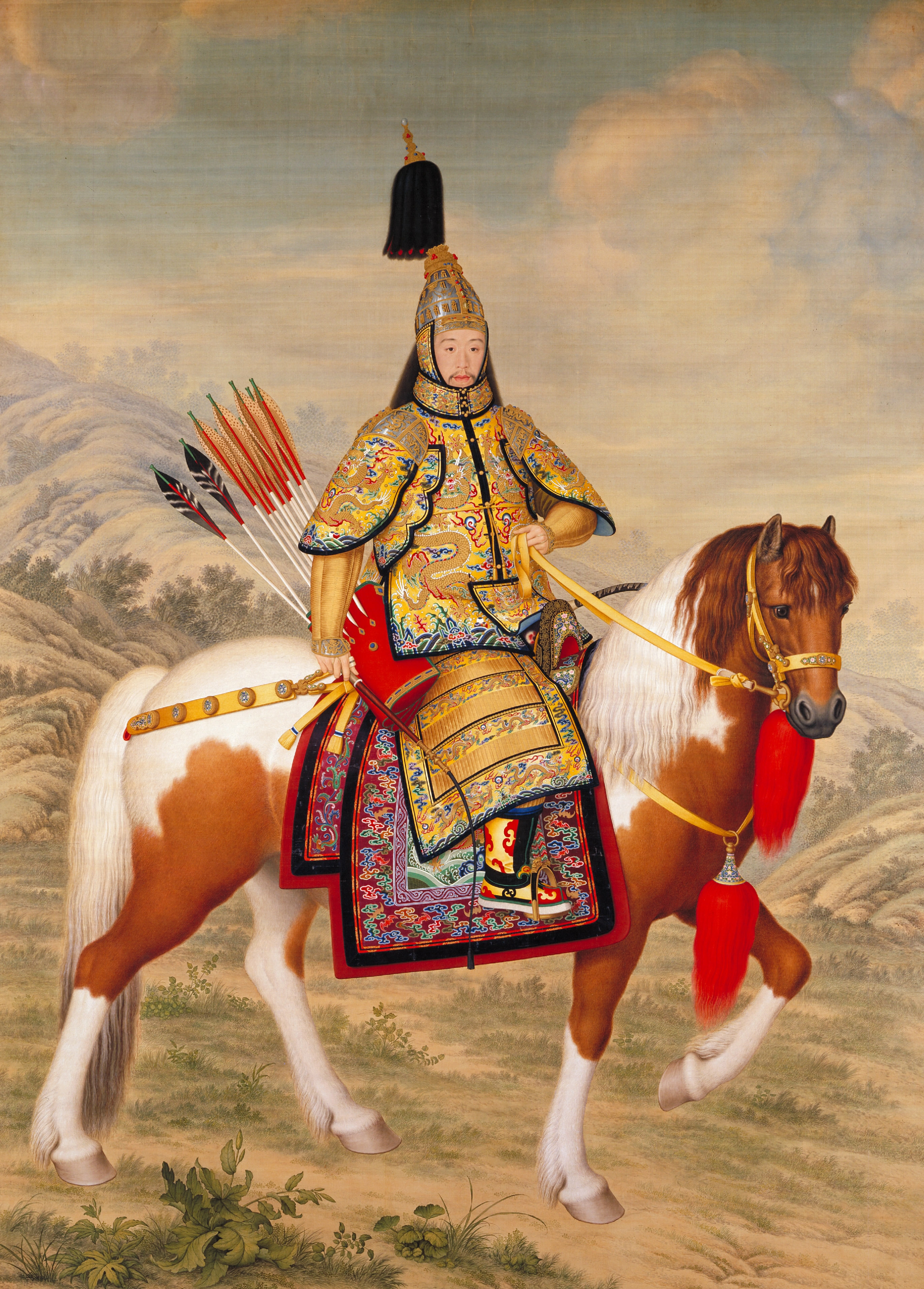
Csien-lung (Qianlong) császár (1758)

A kínai császár a világtörténelem egyik leghosszabban fennálló uralkodói rendszerének csúcsán álló uralkodó címe. A császári (huang ti (huangdi), 皇帝) címet Kína uralkodói az ország egyesítésétől, a Csin (Qin)-dinasztia (i. e. 221 – i. e. 207) alapításától egészen 1916-ig, Jüan Si-kaj (Yuan Shikai) császári kísérletének bukásáig használták. Az uralkodó másik elnevezése az Ég fia (tien ce (tiānzǐ), 天子) volt, ami még régebbi, mint a Csin (Qin)-dinasztia, és azt az elképzelést hordozza magában, hogy a kínai császár minden „ég alatti”, azaz az egész világ ura.
Az Európában Caius Iulius Caesar nevéből kialakult császárfogalomhoz etimológiailag értelemszerűen nincs köze. A két fogalom annyiban hasonló, hogy elvileg és eredetileg mindkettő az egész világra kiterjedően a legfelső hatalmat magának igénylő uralkodót jelentette.

## A császári intézmény alapvető elvei
A kínai uralkodók kormányzati szerepe és vallási feladatköre háromezer éven át fejlődött, a Sang-dinasztia (Shang-dinasztia) korától a 20. századig, Pu Ji kínai császár (Puyi kínai császár)ig. Már az ókorban kialakult néhány olyan alapelv, amely az intézmény története során mindvégig érvényes maradt.

### A „hódolati rendszer”
Az egyik ilyen az a Konfuciusz nevéhez köthető tan, amely szerint ahogy az égen nem lehet két Nap, úgy az ég alatt, a földön sem lehet két uralkodó. Így „kozmikus” példákkal kívánták igazolni a világ feletti uralmuk fikcióját, ami a hódolati rendszerben teljesedett ki.
Kína az általa ismert világnak mindig is a legnagyobb, legfejlettebb, legcivilizáltabb országa volt. A kínaiak világképe ennek megfelelően alakult: azt tartották, hogy Kína a világ közepe (ld. az ország neve: Csung-kuo (Zhōngguó), 中 „Középső Ország”), a többi ország pedig periferikus helyzetű, civilizálatlan, barbár és alacsonyabb rendű. A kitajok, dzsürcsik, mongolok hódításai sem változtattak ezen a meggyőződésen, mert ezek a nomád népek kizárólag katonailag voltak erősebbek Kínánál, s úgy is csak ideiglenesen. A kínai felfogás szerint minden más nép, bárhol éljen is, részesülni kívánt az Ég Fia hatalmának áldásaiból.
A Kína-központú világkép következményeként a kínai kormányzat elvárta, hogy a környező országok ne csak egyszerűen nagyhatalomként, hanem feljebbvalójukként, s civilizációjuk forrásaként tekintsenek Kínára. Kína tehát nem ismerte az egyenrangú nemzetközi kapcsolatokat, csak Kína és a behódolt országok viszonylatában tudott gondolkodni. A Ming-korban, amikor újra nemzeti dinasztia ült a trónon, ez a „hódolati rendszer” feléledt, és kialakultak intézményes keretei, amelyek egész a 19. századig változatlanok maradtak, még ha ez az elmélet idővel már csak üres fikció maradt is. Ennek alapján azoknak az országoknak, amelyek kapcsolatba kívántak lépni Kínával, el kellett fogadniuk a kínai császár fensőbbségét, időnként követeket kellett küldeniük Pekingbe hódolatuk kifejezésére, és „adót” kellett fizetniük Kínának. A kínai császár ezért általában valamilyen hivatalos rangot és pecsétet adományozott a „meghódolt” ország uralkodójának, esetenként védelmet nyújtott számára, s engedélyezte kereskedőinek a Kínával való kereskedést. A kapcsolat konkrét tartalma kortól és országtól függően változott: volt, hogy a meghódolt ország ténylegesen kínai ellenőrzés alá került, de az esetek többségében az alárendeltség csak névleges volt, a Kínának fizetett „adó” pedig jelképes ajándék volt csupán. A szomszédos országok általában kényszerűségből hódoltak meg, míg a távolabbiak inkább csak azért, hogy kereskedhessenek Kínával.
Még az 1793-ban Kínába érkezett brit követséget is úgy fogadták, mintha hódolati küldöttség lett volna. A 19. század, különösen a két ópiumháború, keserű tanulságokkal szolgált Kína számára a reális erőviszonyokról. Mégis, az egy császár elvéhez mindvégig ragaszkodtak. Pu Ji (Pu Yi) még öt évvel lemondása után is felháborodással fogadta annak a hírét, hogy Jüan Si-kaj (Yuan Shikai) restaurálni kívánta a monarchiát és császárrá kiáltatta ki magát.

### Az „égi megbízatás” elve
A másik alapvető fontosságú elv értelmében az uralkodó minden hatalmát „égi megbízatásnak” köszönhette, amelyet az Ég visszavonhatott, ha nem felelt meg feladatának. Az Ég bizalmának elvesztését a természeti vagy társadalmi katasztrófák, éhínségek és/vagy felkelések adták mindenki tudtára. Ez a rendkívül gyakorlatias felfogás lehetővé tette a dinasztiaváltások megindoklását. A győztes felkelés vezetőjének maga az Ég szolgáltatott bizonyságot győzelme lehetővé tételével, hogy méltónak tartja őt a támogatására.
Az „égi megbízatás elvét” először a Csou (Zhou)-dinasztia alapítói alkalmazták a Sang (Shang)-dinasztia megdöntésének igazolására. Eszerint ezt a megbízatást először a (mitológiai) Hszia (Xia)-ház, majd a Sang (Shang)-dinasztia birtokolta, de elvesztették, mert letértek az erény útjáról. Ez az elmélet szükségszerűen a jövőre vonatkozóan is tanulságot hordozott magában, és valóban, amikor a Csou (Zhou)-ház megbukott, majd az összes későbbi dinasztiaváltás esetében is, készen állt az erkölcsi tanulságokat tartalmazó magyarázat. Sőt, ez a tan a külföldi hódításoknak is ellenállt, hiszen nem tartalmazta azt, hogy csak a han kínai etnikumhoz tartozó személy lehetett az Ég megbízottja.

### A császár közvetítő szerepe a kozmikus erők és az emberek között
A császár fő szerepének az emberek nyugalmának biztosítását tartották. Az, hogy ennek érdekében éjt nappallá téve végezte politikai irányító munkáját, vagy mindezt az általa kiválasztott miniszterekre hagyta, mellékes volt. A konfucianizmus egyik fő tanítása szerint az ember alapvetően jó, ezért bárki képes lehet a kormányzáshoz szükséges ismeretek elsajátítására, amiről a császári vizsgarendszer révén lehetett bizonyságot adni.
A hagyomány által a császár személyéhez kötött szertartásokat azonban egyetlen uralkodó sem delegálhatta másra, mert csakis ezek révén biztosíthatta az Ég jóindulatát. Tevékenységének sikerét egyedül a természeti és a társadalmi katasztrófák elmaradása bizonyította.

## A kínai császárság mint uralkodói intézmény eredete
A kínai uralkodók intézménye a korábbi törzsi vezetők szerepéből alakult ki. A kínai mitológiában szereplő korai uralkodó-hősök utáni első, régészeti adatokkal – elsősorban jóslócsontokkal és uralkodói temetkezések feltárásával – is igazolt történeti kínai uralkodóház a Sang-dinasztia (Shang-dinasztia) volt az i. e. 2. évezredben. Konfuciusz és Menciusz, a kínai történelmi és politikai gondolkodás megteremtői szerint a korai kínai történelem legfontosabb eseménye a Sang (Shang)-dinasztia megdöntése és a Csou-dinasztia (Zhou-dinasztia) megalapítása volt az i. e. 11. században.
Az archaikus monarchiákat azonban a fejedelemségek kora követte, amelyben a mai Kína központi területein egy sor állam küzdött egymással a hegemóniáért. Az országot végül i. e. 221-ben Csin Si Huang-ti (Qin Shi Huangdi) egyesítette, aki a korábban királynak (vang (wang), 王) nevezett uralkodókkal szemben felvette a császári (huang-ti (huangdi), 皇帝) címet és ezzel létrehozta azt az uralkodói formát, amely egészen 1911-ig fennmaradt.
A huangti (huangdi) címben szereplő ti (di) írásjegyet korábban a kínai mitológia legendás bölcseire alkalmazták, sőt bizonyos összefüggésekben „istenségnek” célszerű fordítani. Ennek ellenére a császárt magát soha nem tekintették ténylegesen isteni természetűnek, bár az iránta tanúsított hódolat szélsőséges megnyilvánulásokat is tartalmazott. Ennek egyik eleme az volt, hogy az idők folyamán egyre inkább elzárták az alattvalóktól, beleértve az udvari személyek nagy részét is, trónja elé takarófalat állítottak. Még magas rangú hivatalnokok is, ha a császár személyét megidézték bárhol a birodalomban, végrehajtották a szertartásos földre borulást, a koutou (koudou)t. Az uralkodó ősei természetesen istennek számítottak, ez tulajdonképpen a kínai univerzalizmus vallásában általános őstisztelet felnagyítása volt. Ebben a vallásban az emberek és az isteni világ között nem volt éles határvonal, de a császár nem részesült rendszeres, isteneknek kijáró imádatban. Egy másik egészen ősi hiedelem az uralkodót a sárkánnyal, a kínai mitológia egyik legfontosabb lényével hozta kapcsolatba, ezért a sárkány mint művészi díszítőelem használata is erősen a császár környezetére korlátozódott.

## A császárok vallási és állami funkciói

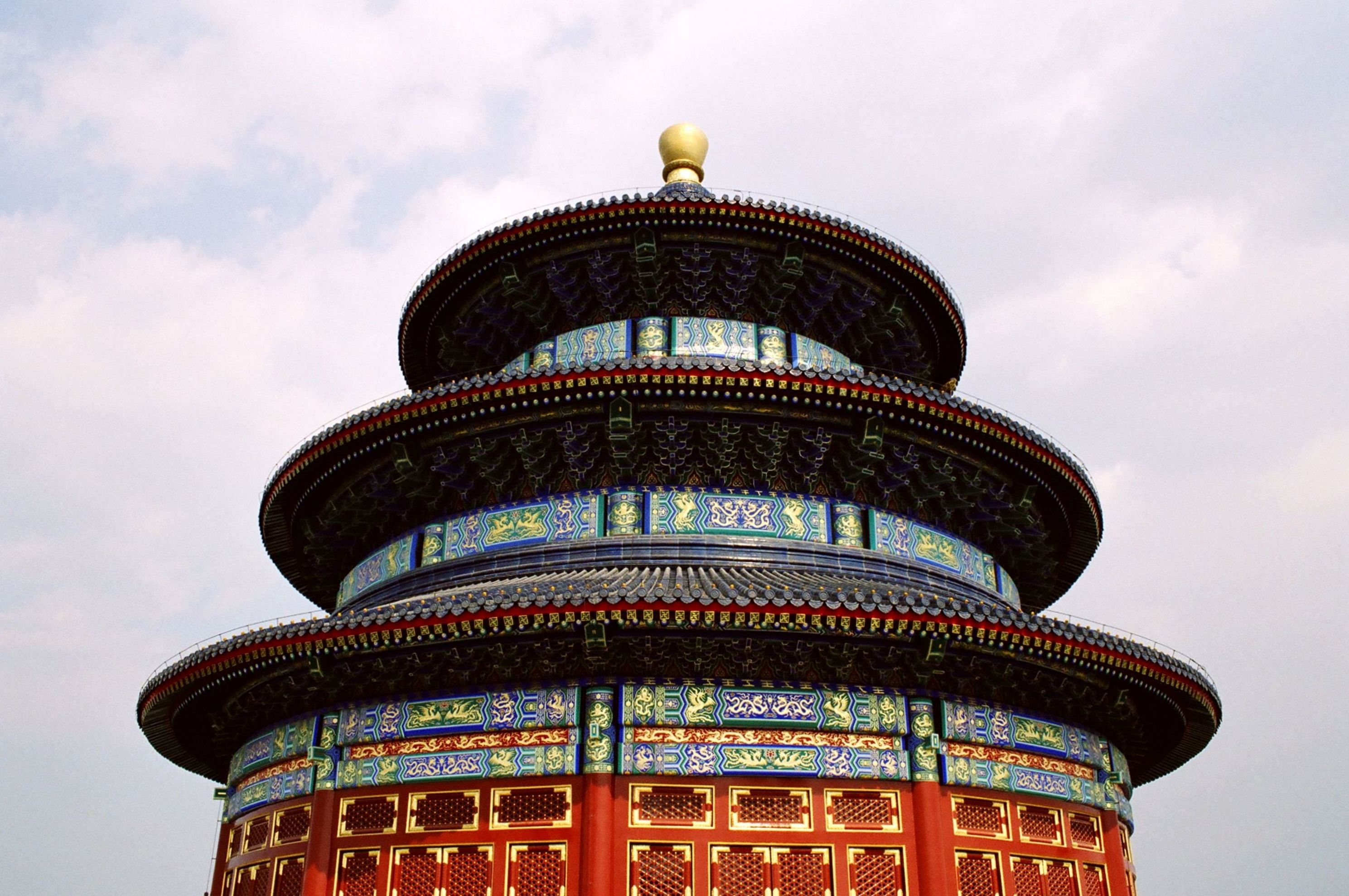
Az Ég temploma

A császár vallási feladatainak alapjait már az ősi, a Csou (Zhou)-dinasztia korában kialakult szabályokat az azt követő, a Tavasz és ősz korszakának nevezett időszakban összeállított Szertartások feljegyzései is rögzítette:

„Amikor a régi uralkodók székhelyük külvárosában bemutatták áldozatukat az isteneknek, a szél és az eső szabályossá vált, a hideg és a meleg pedig a megfelelő évszakban érkezett meg. Így a bölcs uralkodónak csak állnia kellett, arccal dél felé fordulva, s a világban rend uralkodott.”

– Szertartások feljegyzései

A császárnak számos különböző áldozatot kellett bemutatnia, például a birodalom híres hegyeinél és folyóinál még a 19. században, a Tajping-felkelés (Taiping-felkelés) után is sor került ilyen hálaadó ceremóniákra. Természetesen kiemelkedő fontosságú volt a császári ősök kultusza, akik a birodalom védelmezőinek számítottak. Az uralkodó legfontosabb vallási feladata azonban az Égnek bemutatott áldozata volt a téli napforduló idején, a napok hosszabbodása üdvözléseként, amit a főváros déli külvárosában kellett végrehajtani. Ezt az utóbbi századokban Pekingben az Ég templománál végezték el. A kék színű cserepekkel borított épületben készült fel a császár az áldozásra, innen vonult át a fenyőligeten az Ég oltárához, egy háromszintes márványteraszhoz, ahol földre borult a hatalmas Ég előtt. Az ököráldozathoz tartozott a császár imája:

„A lélekkel bíró lények mind hálával tartoznak a Te kegyeidért, életük kezdetéért. Az emberek és a többi lények boldogságban élnek, Ó Urunk, a Te szeretetedben. Minden élőlény hálával tartozik Neked jóságodért, de melyikük tudja, honnan érkezik hozzá az áldás? Csak Te vagy egyedül, ó Urunk, minden dolog valódi szülője.”

– ↑ Dawson 27. oldal 

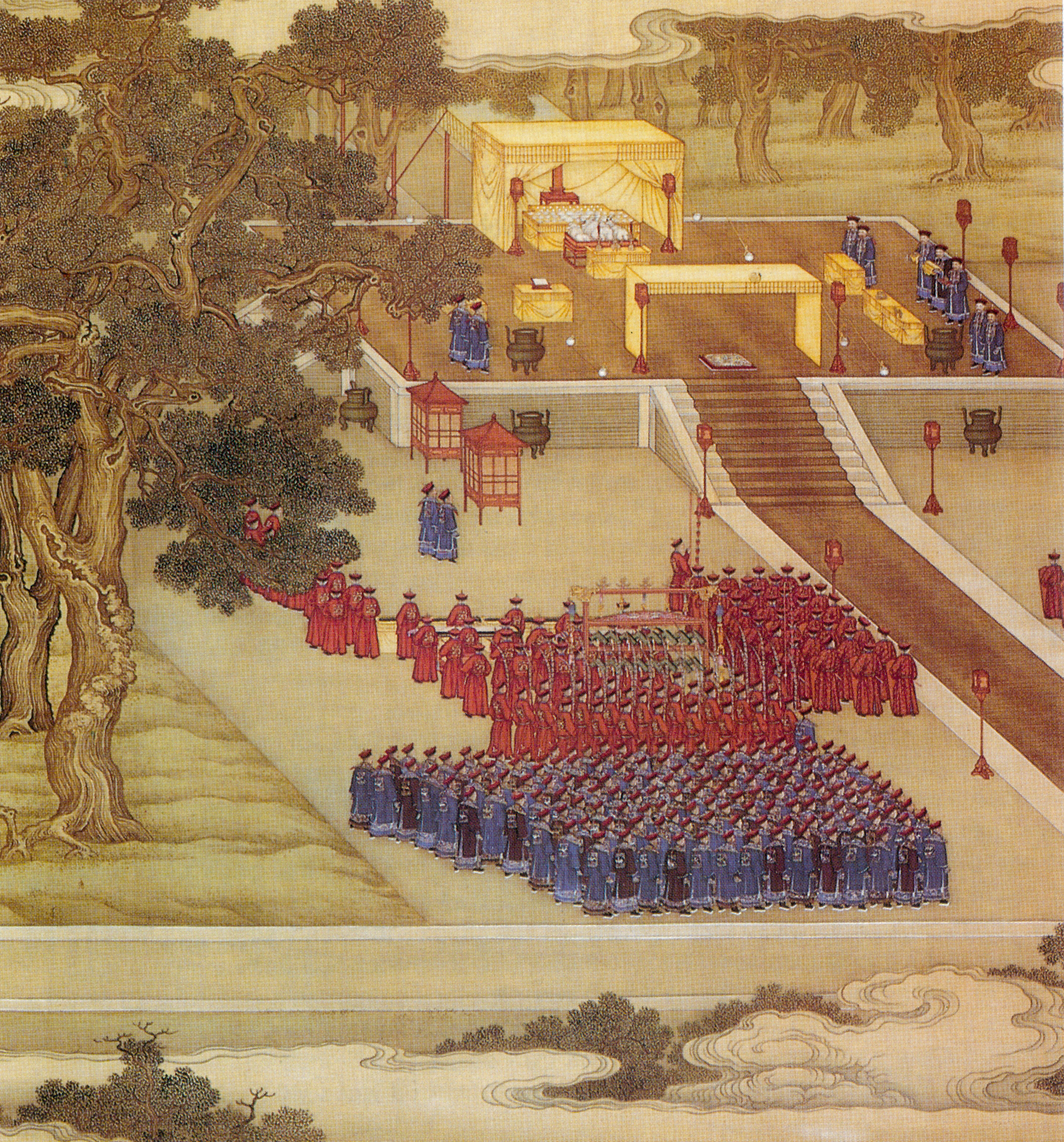
Kínai császár áldozati szertartása a földművelés oltáránál (18. század)

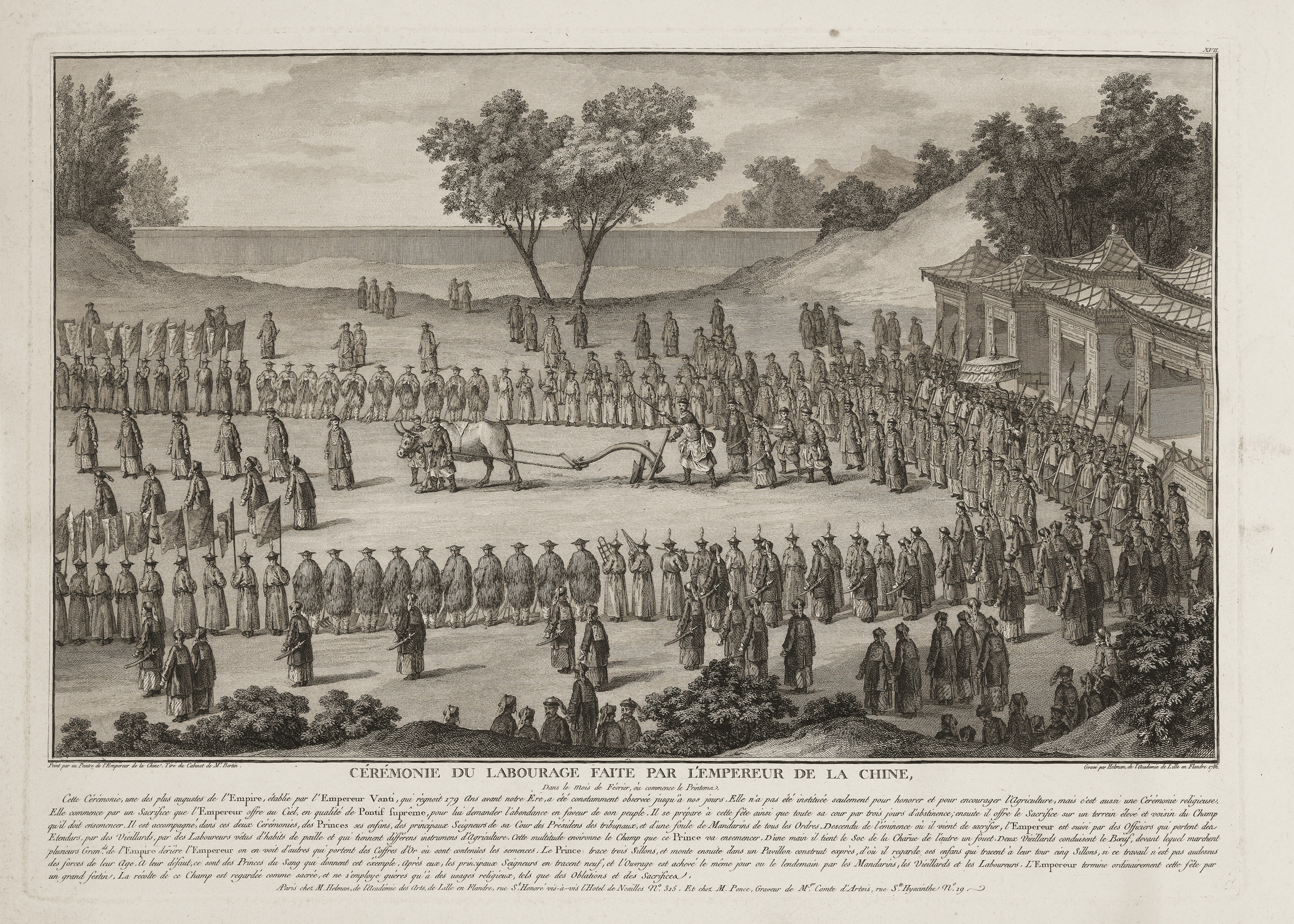
Kínai császár szántási ceremóniája francia metszeten (1786)

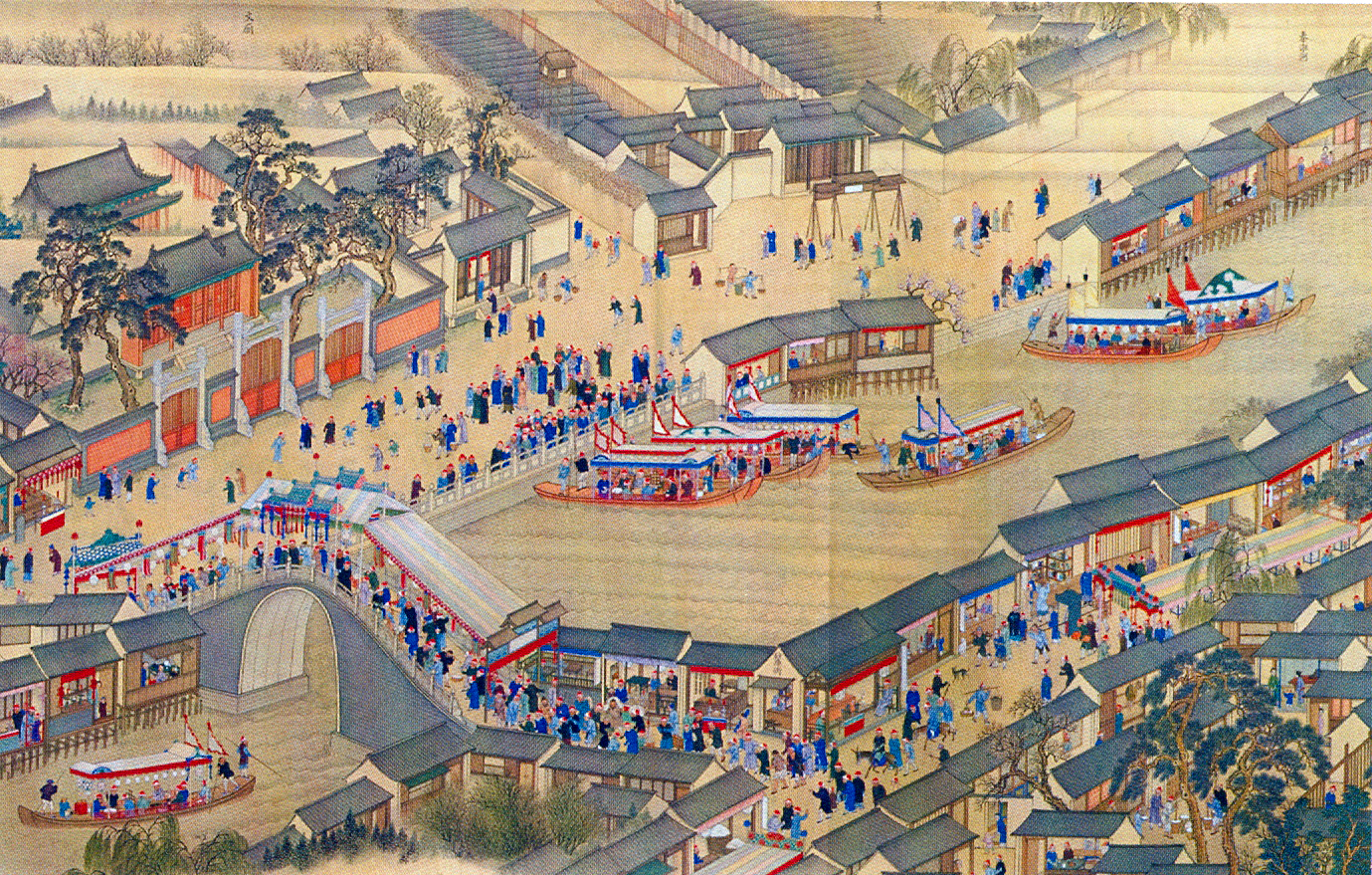
Festményrészlet Kanghszi (Kangxi) császár déli körútjáról (1689)

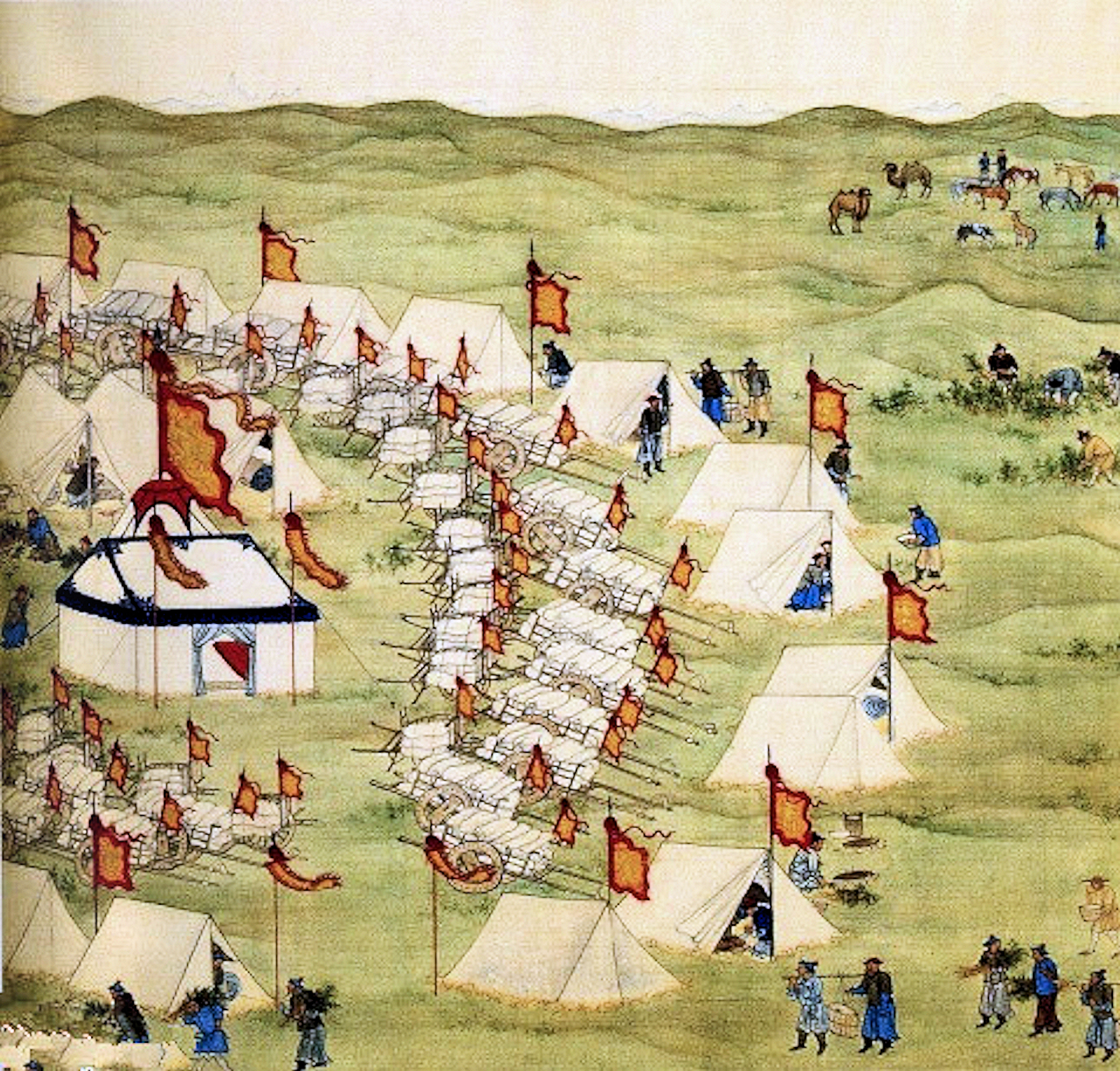
Kanghszi (Kangxi) császár hadjáraton a mongol határon

A császár világi tevékenységének ideológiai alapját az – egymással ellentétben álló – konfuciánus és a legista filozófiai iskolák tanításainak egyfajta ötvözete adta. A konfuciánusok úgy tartották, hogy az uralkodó (és az állam) az emberért van, a legisták szerint ezzel szemben az emberek vannak az államért és az uralkodóért. Szerintük a hivatalnokok az uralkodói akarat engedelmes eszközei, a konfuciánusok szerint viszont a tisztségviselőknek morálisan felsőbbrendű embereknek kell lenniük, akik végső soron az Égnek tartoznak felelősséggel. A kialakuló császári ideológiai ötvözetet konfucianizmusnak nevezték, de az tartalmazta a legizmus elveit is.
Az elsődleges feladat az ország jólétéről való gondoskodás volt. Az erre irányuló vallási ceremóniák mellett a mezőgazdaság anyagi természetű szükségleteit is ki kellett elégíteni. A kormányzat, élén a császárral, mindig nagy gondot fordított a földművelésre, az öntözésre és az árvízvédelemre, a vetőmagellátásra, a haladó földművelési technikák terjesztésére. A császár szertartásos tavaszi szántásának egészen ősi ceremóniája során összekapcsolódtak a vallási és a praktikus vonatkozások. Ez a rítus jelölte ki a tavaszi munkák kezdetét, és a korai időszakokban gyakorlati jelentősége is volt annak, hogy mikor került erre sor. A szertartás fennmaradt egészen a Csing-dinasztia (Qing-dinasztia) koráig, sőt az akkoriban már a kínai udvarban tevékenykedő jezsuita papok révén Európában is ismertté, divatossá vált. Francia, osztrák uralkodók is átvették ezt a szokást.
Az uralkodók természetes és ősi feladata volt tartományaik meglátogatása, ellenőrzése is. Menciusz szerint tavasszal ellenőrizni kellett a szántást, biztosítani a vetőmagot, ősszel pedig felügyelni az aratást, és esetleg gondoskodni segélygabona kiosztásáról ott, ahol elmaradt a termés. Az Írások könyve szerint Sun (Shun), a mitikus uralkodó ötévenként meglátogatta a négy szent hegyet a négy égtáj irányában, helyesbítette a naptárat, egységesítette a súlyokat.
A császári körutazások hagyománya is mindvégig fennmaradt. Ezt használták fel az arcvesztés elkerülésére a későbbiekben akkor is, amikor a császárnak menekülnie kellett a fővárosból, mint például 1900-ban, a bokszerlázadást követő európai intervenció idején. A császár ilyenkor nem menekült, hanem „ellenőrző körútra indult”.
A katonai feladatok nem igazán tartoztak a császár figyelmének középpontjába. A hadviselést rendellenes állapotnak tartották, és a szükségképpen harcos dinasztiaalapítók utódai a békés kormányzást tartották eszményinek. Még a katona mesterségét is megvetették: „A jó férfiból nem lesz katona, a jó vasból nem készítenek szeget” - mondta a kínai közmondás. De háború esetén is a császár viselte a fő felelősséget, és még a Csing (Qing)-korban is előfordult, hogy a császárnak személyesen kellett hadjáratokat vezetnie. Csien-lung kínai császár (Qianlong kínai császár) kivételt jelentett a császároknak a hadviselést megvető beállítottságával szemben, ő rendkívül büszke volt hadi sikereire. Írt egy saját magát dicsőítő esszét is (Feljegyzések a tíz nagy hadjáratról), amit kínai, mandzsu, mongol és tibeti nyelven is kőbe vésetett. A hadjáratokat azonban nem hódításnak, hanem a normális állapot helyreállításának tartották, hiszen a császár eredendően minden „ég alatti” ura volt. Hasonlóképpen fenntartották a föld állami, császári tulajdonának fikcióját, pedig már Kínában is korán megjelentek a föld magántulajdoni jellegének csírái, megindult a földek adásvétele. A császárok azonban a Szertartások könyvére hivatkoztak, amely leszögezte: „A földeket nem szabad eladni”.
A Sang (Shang)-korban és a korai Csou (Zhou)-dinasztia idején az uralkodó, a király felelt a kormányzás minden ügyéért, és még alig váltak el az „állami” és a magánügyek. A Han-dinasztia idején, az egységes birodalom kialakulásakor már létre kellett hozni egy igazgatási gépezetet, de a fő hatalom a császár kezében maradt: ő nevezte ki az összes fontosabb tisztségviselőt, ő volt a törvényhozó és a legfőbb bíró. Az uralkodó környezetéből, az „udvarból” kiemelkedett egy államtanács, amely viszont a kínai történelem során mindvégig, tendenciaszerűen szembekerült a szélesebb birodalmat igazgató hivatalnoki karral.
A mindenkori császár már a Han-kortól alkalmazta az udvari gyűlések rendszerét, amelyeken egy bizonyos rang felett minden hivatalnok részt vehetett és véleményt nyilváníthatott. A Ming-dinasztia idejére már régi hagyománnyá vált, hogy igyekeztek egyhangú döntéseket hozni, amelyekhez a császároknak tartani kellett magukat.
Az uralkodó és miniszterei közötti kapcsolat rendkívül fontos volt, egyike a Konfuciusz filozófiájában központi szerepet játszó „öt kapcsolatnak”. Ősi gondolat volt, hogy az uralkodónak ki kell tűnnie mások türelmes meghallgatásában. Menciusz szerint a nagy Sun (Shun), az egyik mitikus uralkodó, „örömét lelte abban, hogy tanuljon másoktól, s ezáltal helyesen cselekedjen.” Ezek a gondolatok a századok során közismert, gyakran hivatkozott szabályokká váltak. A „hallgat” szóhoz például idővel a „kormányoz” jelentés is társult. Csien-lung kínai császár (Qianlong kínai császár) „dolgozószobájának” a „Helyes Cselekedetek Örömének Csarnoka” nevet adta, utalva Menciusz intelmére.
A helyes kormányzás érdekében és a szinte állandóan tomboló korrupció ellen többféle módszert vetettek be a császárok. Már korán létrehozták azt a kormányzati ellenőrző szervet, amelynek nevét Cenzori Hivatalnak szokták fordítani. Ez a hivatalnokok ellenőrzése mellett bírálhatta a császár intézkedéseit is. A császár „meghallgatási kötelezettségéből” fakadt az is, hogy sokáig bárki intézhetett hozzá beadványt. Ezt a rendszert időnként kezelhetetlensége miatt korlátozták, majd új formákban újra bevezették, hogy az uralkodó a hivatalnoki kar megkerülésével, közvetlenül is kaphasson alattvalóitól információkat.
A császár legfontosabb kormányzati tevékenysége a különböző tisztségviselők kiválasztása volt. Ezt a korai időszakban személyesen végezték, aztán erre a célra is létrejött egy minisztérium, amelyiket a legfontosabbnak tartották a hagyományos hat minisztérium közül. Ehhez kapcsolódott az oktatás felügyelete is. A konfucianizmus értelmében az uralkodó kötelessége az emberek átformálása, nevelése. Ehhez az első lépés a béke és a jólét megteremtése, de a második az erkölcsi nevelés és az oktatás, mégpedig a zene, az irodalom és a szertartások tanítása (szertartások, rítusok alatt a vallási ceremóniáktól egészen a mindennapi udvariasság szabályaiig sok mindent értettek). A császárnak fontos szerepe volt az oktatás támogatásában és a vizsgák ellenőrzésében.
Maguknak az uralkodóknak a szigorú, konfuciánus szellemben történő oktatására különös gondot fordítottak. A trónörökös minden nap hajnali öttől délután négyig tanult, klasszikusokat, történeti műveket tanulmányozott, festészetet, kalligráfiát gyakorolt. Felkészült a hivatali vizsgák anyagából is – bár természetesen formálisan nem tette le azokat –, versírást gyakorolt, a mandzsu korban a mandzsu és a mongol nyelvet is tanulta. A fizikai képességek közül a lovaglást, íjászatot és más harci tudományokat is el kellett sajátítania bizonyos fokig. A jezsuita hittérítők kínai megjelenése után tőlük is tanultak a trónörökösök a nyugati tudományokból.

## A császár mint ember
A császár magánéletéről beszélni önellentmondás lenne, hiszen a kínai uralkodóknak – csakúgy, mint sok más ókori vagy középkori uralkodónak – gyakorlatilag nem létezett magánélete, annak ellenére, hogy személyüket mély titkolózás vette körül. Hivatalos életrajzuk személyes körülményeikre nem terjedt ki, a magán(ön)életrajz műfaja egyáltalán nem alakult ki egészen Pu Ji kínai császár (Puyi kínai császár), az utolsó kínai monarcha emlékiratainak megírásáig. Ez a munka nagyon tanulságos annak ellenére, hogy őt már hatéves korában lemondatták, és a könyvet egyszerű állampolgárként írta.
A kínai császár környezetében minden egyedi volt, nemcsak palotája, azaz az utolsó évszázadokban a Tiltott Város, de ruházata, kocsija, ételei is, mind egyedileg készültek a számára. A császári szín a sárga volt, az úgynevezett császársárga, ami a császár egész környezetét bearanyozta. A császári díszítőelem a fenséges ötkarmú sárkány volt. A császár különleges egyedülállóságát illusztrálta a vele kapcsolatos nyelvezet is. Maga az uralkodó egy olyan különleges személyes névmást használt saját magára, ami a kínai nyelvben kizárólag neki volt fenntartva. Személyneve tabu volt, az adott írásjegyeket nem lehetett más összefüggésben használni. Nevének egyediségéből fakadt a sokfélesége is: az eredeti név tabu jellege miatt számos más nevet is viselt uralkodása során, illetve később a történetírásban. A császári nevek egyben beszélő nevek is voltak, I. Vu Ti (Wu Di) neve például harciast, vagy ünnepélyesebben „Harcias erényekkel ékes császár”-t jelent. A hosszabb ideig élő császárok uralkodását korszakokra is bontották, ami a rendszeresen szükségessé váló naptárreformokra is alkalmat adott. A Ming- és a Csing (Qing)-korszakokban, a modernebb naptárak idején erre már nem volt szükség, akkor egy-egy császár uralkodása egyetlen éra volt, és ennek a nevét használták a császár személyére is. Jung-lö kínai császár (Yongle kínai császár) neve például „Örök elégedettséget” jelent, és egyben uralkodási korszakának megnevezése is.
A császár a kor lehetőségei szerinti maximális fényűzésben élt, ami nem felelt meg a konfuciánus morál elveinek. Menciusz szerint ugyan az uralkodónak lehettek volna pihenőpalotái, vadászparkjai, de csak akkor, ha mindezt megosztja a néppel, illetve a kedvtelései feltételeinek megteremtése érdekében nem vonja el a parasztokat a termelőmunkától. Ez természetesen nem valósult meg.
Az udvari fényűzés nagy hatást gyakorolt a nép képzeletére, a titkolózás csak táptalajt adott a határtalan túlzásoknak. A népi irodalom, a szóban terjedő legendák például a végletekig eltúlzott formában foglalkoztak a császárok szexuális étvágyával. De a valóság is eléggé képtelen volt. Pu Ji (Puyi) feljegyezte, hogy ha a császár sétálni indult jól őrzött palotája kertjében, eunuchok serege kísérte tartalék ruhadarabokkal, frissítőkkel, gyógyszerekkel, szükség esetére a hordszékkel, az élen pedig az eunuchok főnöke haladt, szünet nélkül dudahangot hallatva, hogy mindenki kitérjen az útból.
A fényűzés a halál után is folytatódott. Peking közelében hozták létre tizenhárom Ming-császár pompás sírját, amelyekbe rengeteg kincset rejtettek el, köréjük pedig fényes épületeket emeltek. A sírdombok ma a világörökséghez tartoznak, bár a kincseket belőlük már régen elrabolták. Csien-lung (Qianlong) császár sírját például már a 20. században rabolták ki módszeresen Csang Kaj-sek csapatai.

## A császár utódlása
A konfucianizmus elvei szerint a tökéletes megoldás az lett volna, ha az uralkodó halála után a birodalom legbölcsebb és legerényesebb emberét ültetik a trónra. A gyakorlatban azonban az öröklés elvét alkalmazták. A Sang (Shang)-korban még előfordult az oldalági öröklés is – a király fia helyett az öccse került hatalomra – de a Csou (Zhou)-kortól általános lett a fiú öröklése, annak ellenére, hogy az utódból gyakran gyenge uralkodó lett. A Han-dinasztia alatt jobban figyelembe vették az utód képességeit, és az általában számos leszármazott közül vagy maga a császár, vagy – hirtelen halála esetén – a főbb miniszterek választották ki az új császárt, gyakran persze véres hatalmi harcok közepette.
Az utód korai kijelölését a hivatalnokok nagyon szorgalmazták a gyakorlati kormányzati tevékenység folyamatossága, valamint személyes igazodásuk elősegítése érdekében, viszont ez érthetően csökkentette a regnáló császár tekintélyét. Kanghszi (Kangxi) császár sokáig nem is volt hajlandó örököst jelölni, ami súlyos válsághoz vezetett. Utódja, Jungcseng (Yongzheng) császár azt a gyakorlatot vezette be, hogy az utód nevét egy lepecsételt dobozba zárta, és azt csak a halála után lehetett kinyitni.
Az utódlás különleges, de nem túl ritka formája volt a lemondás valaki javára. A kínai hagyomány szerint ez már az ősi, mitikus uralkodók között is előfordult, és a konfucianizmus is pártolta ezt a megoldást. Menciusz szerint „az Ég fia apjának lenni a legnagyobb megtiszteltetés”. A gyakorlatban azonban a legtöbb lemondás kényszerű volt. Érdekes eset volt Csien-lung (Qianlong) császáré: ő trónra lépésekor, 25 éves korában kijelentette, hogy nem kívánja túllépni híres nagyapja, Kanghszi (Kangxi) hatvanéves uralkodását. Bár valószínűleg úgy érezte, ezzel nem vállal nagy kockázatot, mégis megérte azt a magas kort, hogy valóra kellett váltania ígéretét. Lépését nagyszerű gesztusként állította be, de az igazi hatalmat mégis megtartotta magának. Minden fontos kérdésben ő döntött, és az új császárnak naponta kétszer meg kellett hallgatnia „tanácsait”, „nehogy félrevezessék”.
Az utolsó császár, Pu Ji (Puyi) ugyancsak lemondásra kényszerült, de a Tiltott Városban maradhatott, megtarthatta formális címét, a köztársaság pedig vállalta, hogy külföldi uralkodóhoz méltó tisztelettel bánik vele.